# Walid Eido
Walid Eido (né à Beyrouth le 2 avril 1942, mort assassiné le 13 juin 2007 dans un attentat visant sa voiture à Beyrouth, 7e victime d'une série d'attentats depuis le 14 février 2005), était un homme politique libanais et un ancien magistrat.

## Biographie
Diplômé de l’Université Libanaise en 1966, magistrat depuis 1967, il occupa plusieurs postes et termina sa carrière judiciaire en 2000, après avoir occupé la présidence de la cour d’appel pénale de Beyrouth.
Proche de Rafiq Hariri et membre du Courant du Futur, il est élu député sunnite de Beyrouth sur la liste Hariri qui battra celle menée par l’ex-Premier ministre Salim El-Hoss.
En 2005, après la Révolution du Cèdre, il est réélu auprès de ses colistiers des forces de l'Alliance du 14 mars à Beyrouth, avec 60 % des voix.
Depuis 2000, il présidait la commission parlementaire de la Défense nationale, de l’Intérieur et des Municipalités.

### Mort
Le 13 juin 2007, il trouve la mort, ainsi que son fils et six autres personnes, dans un attentat à la voiture piégée, en plein Beyrouth, à sa sortie de son club de sport. Du fait des positions antisyriennes de W. Eido, proche de l'ancien premier ministre Rafiq Hariri, cet assassinat est généralement attribué à la Syrie. Ce meurtre aurait eu pour objectif d'empêcher le groupe antisyrien majoritaire à l'Assemblée nationale d'élire un nouveau président de la République.
Le gouvernement libanais a demandé à l'ONU d'élargir le mandat de la commission d'enquête internationale afin d' y inclure l'assassinat de Eido.
Des élections partielles sont programmées pour le 5 août afin de pourvoir les sièges laissés vacants par l'assassinat de Walid Eido et de Pierre Amine Gemayel. C'est Mohammad Amine Itani - appartenant aussi au Courant du Futur - qui lui succède, élu par plus de 86 % des voix lors de l'élection partielle de la 2e circonscription de Beyrouth.